# Anosia coriacea
Anosia coriacea är en fjärilsart som beskrevs av Hans Fruhstorfer 1906. Anosia coriacea ingår i släktet Anosia och familjen praktfjärilar. Inga underarter finns listade i Catalogue of Life.